# Лукацький Олександр Семенович
Олекса́ндр Семе́нович Лука́цький (24.05.1949 р.) — Голова наглядового комітету приватного підприємства "Виробничо-торгова компанія «Лукас», член правління Кременчуцької міської організації роботодавців, почесний громадянин Кременчука.

## Життєпис
Олександр Семенович Лукацький народився 24 травня 1949 року в місті Кременчуці.
1965 р. закінчив Кременчуцьку школу № 4; 1972 р. закінчив Київський будівельний технікум (будівельне відділення, спеціальність «технік-будівельник»); 1983 р. — Криворізький гірничо-рудний  інститут (будівельний факультет, інженер — будівельник).
Трудова діяльність:
1965—1966 рр. — слюсар Кременчуцького заводу шляхових машин.
1966—1968 рр. — лаборант центральної  лабораторії комбінату «Кременчукбуд».
1968—1969 рр. — слюсар-рентгенолог  Кременчуцького нафтопереробного заводу
1969—1984 рр. — слюсар, майстер, виконроб  тресту «Кременчугпромжитлобуд»
1984—1987 рр. — начальник бюро технічного нагляду  відділу капітального будівництва  Крюківського вагонобудівного заводу
1987—1989 рр. — головний інженер відділу капітального будівництва Кременчуцького сталеливарного заводу
1989—1993 рр. — начальник відділу капітального будівництва Кременчуцького сталеливарного заводу
1993 — 2000- заступник директора з капітального будівництва Кременчуцького сталеливарного заводу
2001—2018 — генеральний директор ПП ВТК «Лукас», м. Кременчук
2018 — по теперішній час — Голова наглядового комітету приватного підприємства "Виробничо-торгова компанія «Лукас»; член правління Кременчуцької міської організації роботодавців.
Завдяки досягненням Олександра Лукацького  компанія «Лукас» має 12 рекордів та увійшла до «Книги рекордів України».
Тривалий час займається благодійністю, наразі постійно надає допомогу ЗСУ. 22.09.2015 р. на території ВТК «Лукас» відкрито Алею Слави на честь колишніх співробітників, які  загинули у зоні АТО;Робить благодійні внески на ремонт медичних закладів Кременчука.
Автор проекту книги «Кременчуг. Любимый город» (2019).
За ініціативи та сприяння Олександра Лукацького були проведені загальноміські культурно-масові заходи «Караоке на майдані», «Свято першокласників», «Солодкий Кременчук» тощо.
Також за підтримки Олександра Лукацького команда КВК «Лукас» успішно представила Кременчук у проекті «Ліга Сміху».

## Нагороди
- орден "Статус-нагорода «Професіонал галузі» 2010 року (2010 рік).
- Орден Святого Миколая Чудотворця (УПЦ КП)
- відзнака Президента України — ювілейна медаль «25 років незалежності України» (2016 рік).
- за багаторічний вагомий внесок у розвиток харчової промисловості, соціально-економічний, культурний розвиток і процвітання міста, створення нових робочих місць, активну громадську діяльність та життєві цінності присвоєно звання «Почесний громадянин міста Кременчука»[3][4][5]